# رولف شتاين
رولف شتاين (بالفرنسية: Rolf Stein)‏ هو بروفيسور فرنسي، ولد في 13 يونيو 1911 في شفيجي في بولندا، وتوفي في 9 أكتوبر 1999 في باريس في فرنسا.